# Matthias Hummitzsch
Matthias Hummitzsch (* 1949) ist ein deutscher Theaterschauspieler und Synchronsprecher.

## Leben
Hummitzsch studierte von 1970 bis 1974 an der Theaterhochschule „Hans Otto“ in Leipzig. Nach Engagements in Halle (Saale), Senftenberg, Schwerin, Chemnitz und Dresden wechselte er 1996 an das Schauspiel Leipzig. Hummitzsch spielte seitdem zahlreiche Hauptrollen in den Inszenierungen des Leipziger Theaters.
Neben seiner Theatertätigkeit spielte Hummitzsch 2003 die Hauptrolle in den mdr-Produktionen Martin Luther – Ein Leben zwischen Gott und Teufel (beziehungsweise Luthers letzte Reise). Im gleichen Jahr war er in der 31. Folge der SOKO Leipzig („Die Liebesfalle“) zu sehen. 1994 hatte er schon in der Krimireihe Polizeiruf 110: Keine Liebe, kein Leben mitgespielt.
2009 wurde die Dokumentation Katharina von Bora - Nonne, Geschäftsfrau, Luthers Weib ausgestrahlt. Hummitzsch verkörperte hier abermals Martin Luther.
Hummitzsch unterrichtet darüber hinaus am Fachbereich III der Hochschule für Musik und Theater „Felix Mendelssohn Bartholdy“ Leipzig das Fach Schauspiel. Er ist zudem umfangreich als Synchronsprecher aktiv.

## Filmografie
- 1989: Die gläserne Fackel (TV-Mehrteiler)
- 1994: Polizeiruf 110: Keine Liebe, kein Leben
- 1999: In aller Freundschaft (Fernsehserie, 1 Folge)
- 2003: SOKO Leipzig (Fernsehserie, 1 Folge)
- 2009: Geschichte Mitteldeutschlands - Das Magazin (TV-Reihe)
- 2012: Europas letzter Sommer
- 2012: Das Mädchen und der Tod
- 2016: 24 Wochen
- 2019: Der Geburtstag

## Hörspiele
- 1999: Isaak Babel: Die Reiterarmee (Griscuk) – Regie: Joachim Staritz (Hörspiel (3 Teile) – MDR/DLR)